# Färjenäs Snickerifabrik

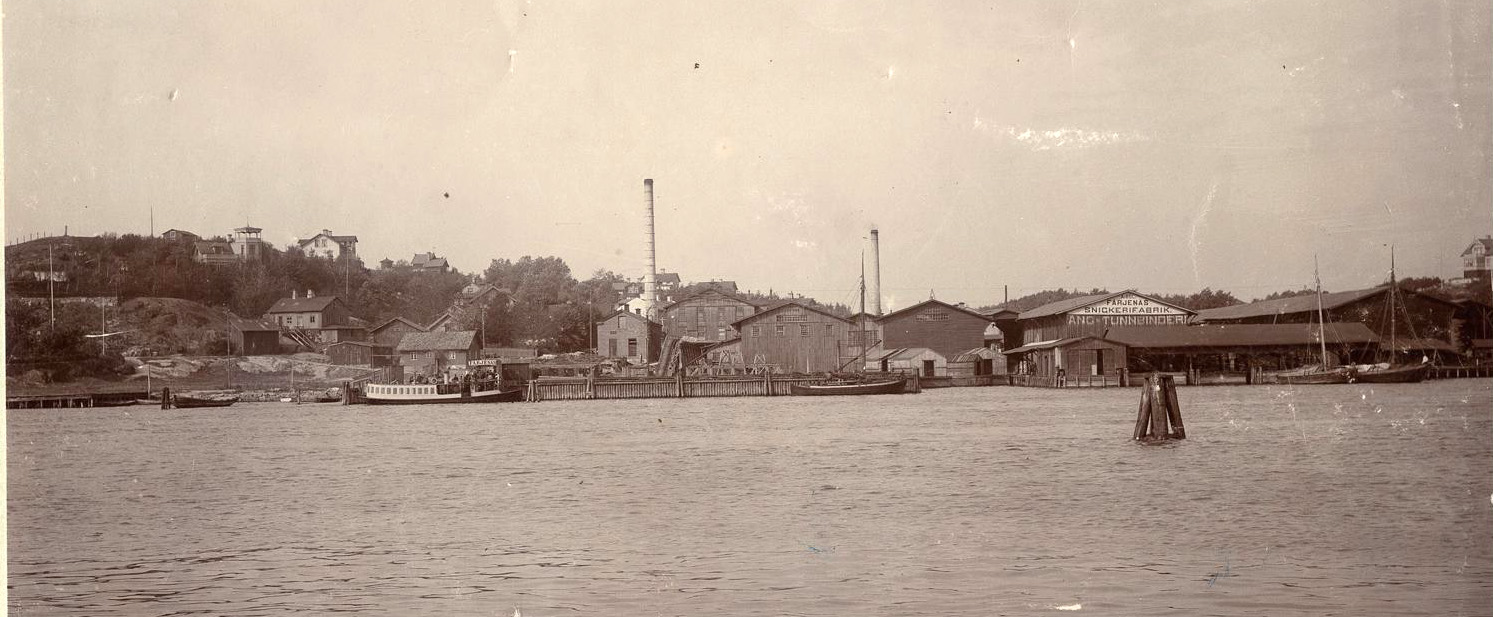
Färjenäs snickerifabrik, 1901.

AB Färjenäs snickerifabrik, från 1917 AB Färjenäs, grundades 1894 och var en snickerifabrik belägen i stadsdelen Färjestaden på Hisingen, Göteborg.
Marken i Färjenäs inköptes 1889 av grosshandlaren Claus Barchmann, son till grundaren av Eriksbergs mekaniska verkstad, och där anlade han tillsammans med sönerna Carl Gustaf och Robert William en träförädlingsindustri. Efter några år hade man fyra ramsågar och två kantverk, fyra större cirkelsågar och ett trettiotal smärre sågar samt tre hyvelmaskiner. Bolaget köpte upp egendomen Gräfsnäs slott, vars vidsträkta skogar man avverkade. Då Västgötabanan öppnades 1900 kunde timret lätt forslas till Göteborg. 
Brittiska ägare tog över 1910 och i samband med namnändringen 1917 övergick firman till svenska intressenter. År 1920 var Paul Burchardt styrelseordförande och övriga ledamöter B.J. Collliander och K.E.Z Larsson. 
Strax efter sekelskiftet sysselsattes 180 arbetare och 1930 omkring 225. På 1920-talet bedrev man främst hyvleri och lådfabrik. Antalet anställda var då 220 personer. Från 1920-talets slut minskade produktionen och på 1940-talet lades fabriken ner.